# Haré + Guu
Haré + Guu (ハレグゥ, Hare Guu) (titre original : ジャングルはいつもハレのちグゥ, Jungle wa itsumo Hare nochi Guu) est un manga qui a ensuite été adapté en un anime sorti en 2001, et comportant 26 épisodes. Haré est le nom du héros mais signifie aussi ensoleillé en japonais. Le titre pourrait donc être traduit approximativement : La jungle était ensoleillée, avant que Guu n'arrive. Et depuis la 101e publication, le titre est raccourci en Haré + Guu.
La série animée est sortie en France chez Beez Entertainment.
La série a été suivie par 2 séries d'OAV : 
- Haré + Guu Deluxe (ジャングルはいつもハレのちグゥ デラックス, Jungle wa itsumo Hare nochi Guu Deluxe, 2002), 6 épisodes.
- Haré + Guu Final (ジャングルはいつもハレのちグゥ FINAL, Jungle wa itsumo Hare nochi Guu Final, 2003), 7 épisodes.

Le manga et les OAV sont inédits en France.

## Personnages principaux
- Haré : Petit garçon de 10 ans vivant dans la jungle avec sa mère et seul conscient des pouvoirs de Guu. Il a toujours peur d'une catastrophe et est donc souvent très stressé contrairement à son entourage qui semble insouciant.
- Guu : Petite fille au teint pâle et aux pouvoirs étranges semblant venir de nulle part. Elle a tendance à avaler tout ce qu'elle voit (principalement des êtres vivants), son estomac étant un autre monde plutôt étrange dans lequel vivent trois personnes.
- Weda : Mère de Haré, femme seule exploitant son fils et passant son temps à boire et à dormir. Elle a quitté la ville et sa famille à 14 ans alors qu'elle était enceinte de Haré sans dire qui était le père.
- Mary : Petite fille très énergique vivant seule avec son frère, et amie de Haré.
- Clive : Nouveau médecin de l'école. Arrivant de la ville, il a connu Weda dans sa jeunesse.  Il est probablement le père de Hare, avec qui il est pourtant en conflit permanent.

## Intrigue

### Jungle ha Itsumo Hare nochi Guu
Dans un village au fin fond de la jungle, Weda et Haré vivent heureux, bien qu'Haré doive faire tous les travaux ménagers à la place de sa mère. Mais un soir alors que Weda rentre d'une soirée bien arrosée, elle ramène avec elle une petite fille qui n'a pas de famille: Guu, et déclare qu'elle vivra désormais sous leur toit. Guu est très mignonne et très gentille, et Haré l'accueille avec joie. Mais le lendemain matin, Guu a changé, aussi bien de visage que d'humeur et de comportement. Mais seul Hare semble s'en être aperçu. Il en suit que Guu a bien d'autres pouvoirs, certains terrifiants, et que Hare doit à chaque fois s'accommoder des caprices de Guu et tenter de survivre seul aux épreuves qu'elle lui inflige, au milieu d'un village majoritairement insouciant.

## Manga
- Auteur : Kindaichi Renjurou
- Nb de volumes :
  - Jungle ha Itsumo Hare nochi Guu : 10 (100 chapitres/série terminée)
  - Haré + Guu : 10 (81 chapitres/série terminée)

## Anime
- Année : 2001
- Réalisation : Tsutomu Mizushima
- Character design : Hiroshi Kugimiya
- Directeur de l'animation : Hiroshi Kugimiya
- Musique : Akifumi Tada
- Animation : Bandai Visual
- Licencié en France par : Beez Entertainment
- Nombre d'épisodes : 26

### Doublage
| Personnages | Voix japonaises | Voix françaises   |
| ----------- | --------------- | ----------------- |
| Guu         | Naoko Watanabe  | Christelle Reboul |
| Haré        | Rikako Aikawa   | Nathalie Bleynie  |
| Weda        | Kaoru Morota    | Sabrina Leurquin  |
| Gupta       | Daisuke Kishio  | Adrien Solis      |
| Dr. Clive   | Mitsuaki Madono | Cyrille Monge     |
| Wadji       | Daisuke Kishio  | Vincent De Bouard |
| Regy        | Kazuhiko Inoue  | Cyrille Monge     |
| Le doyen    |                 | Cyrille Monge     |
| Toposte     | Konomi Maeda    | Lucile Boulanger  |
| Marie       | Yuki Matsuoka   | Sabrina Leurquin  |

## OAV

### Deluxe
- Année : 2002
- Animation : Bandai Visual
- Nombre d'épisodes : 6

### Final
- Année : 2003
- Animation : Bandai Visual
- Nombre d'épisodes : 7